# MAX WAVESCAPE
MAX WAVESCAPE（マックス ウエーブスケープ）はエフエム岩手で平日の夕方に放送されていた情報番組。

## 放送時間
- ～2003年3月

月曜～金曜 17:00～18:55
「WAVE SCAPE」（ウエーブスケープ）という名前で放送されていた。また、金曜日のみ16:00開始の時期があった。
- 2003年4月1日～2011年4月29日

月曜～金曜 16:00～18:55
16時台に拡大、「MAX」を冠して現在の番組名となる。

## 出演者

### 終了時のパーソナリティ
（月）久保田祐子（2010年4月～）
（火）山本大一（2004年4月～、初期は水曜担当で2009年4月～2010年3月までは月曜日も担当）
（水）加藤裕（2009年4月～）
（木）高橋ちえ（2005年10月～）
（金）佐野よりこ（2003年4月～、初期は火曜担当で2008年9月までは月曜日担当）

### 過去の主なパーソナリティ
河合純子（朝のペパーミントタイムへ移動）
黒沢牧子
味園史湖（金曜日）
村上まゆこ（2001年4月 - 2001年9月　月曜日担当）
大高智佳子（2001年1月 - 2001年3月　火曜日担当）
北村美杉（2001年4月 - 2006年9月　木・金曜日担当）
沼田智香子（2001年1月 - 2001年3月　月曜日担当）
東出雅子（ - 2000年8月　月・火曜日担当）
大橋都希子
斉藤光子（2006年10月 - 2008年12月。2007年3月まで水曜日、2008年9月までは金曜日、12月まで月曜日担当）
古賀徹（元エフエム岩手アナウンサー。2007年4月 - 2009年3月　水曜日担当）
石田麻衣（2009年1月 - 2009年3月　月曜日担当　現：朝のペパーミントタイム）
etc･･･

### ニュース担当アナウンサー
沼田智香子
一條貴久子
大高智佳子（元IBC岩手放送アナウンサー）
太田由美子（元IBCアナウンサー）
樋田由美子（元IBCアナウンサー）
山崎博子（元IBCアナウンサー）
- 番組内のニュースと天気予報を担当
- また、15:55 18:55 19:55のFM岩手ニュースも担当

## 主なコーナー
- 16:10　リュネット・ミュゼ～メガネの博物館～（木）
- 16:21　FMラジオショッピング（月～木）
- 16:35　目指せ盛岡マエストロ（月）、You Gotta Culture(火)
- 16:40　クリッピングよみうり（金）
- 16:45　週替わりのアーティストグッズのプレゼントコーナー（金曜日は17:45頃）
- 16:55　週刊ラジログ！（月～木）、FMラジオショッピング（金）
- 17:13　カーネットワークをClick！（水）
- 17:28　シティウェブ（水）
- 17:34　ライフサポート快適生活・ラジオショッピング （月～木）
- 17:40　スポーツ情報
- 17:45　東日本三菱Music Paradise（金）
- 17:50　山崎まさよし　GREETING MELODIES（月～木）
- 18:10

（月）釜石シーウェイブス　ロード　トゥ　トップリーグ
（木）共輪自動車くるまっくすNEO！
（金）ラ ポーズドゥ カフェ
- 18:20

（火）いわて環境・健康インフォメーション
（水）ハートランド・メルシー
（金）MERCEDES-BENZ IWATEウイークエンドナビ
- 18:33　ディスクマニア（日替わりで1組のアーティストを特集。また生ゲストの場合もあり）

- エフエム岩手ニュース － 16:40、16:35（金のみ）、 17:20
- WEATHER INFORMATION － 17:20、18:05

18時台の天気予報は日本気象協会の気象予報士と電話を繋いで放送している。
- TRAFFIC INFORMATION － 16:32、17:10、17:30、18:00、18:30

日本道路交通情報センターの担当者が交通情報を伝える。
冬季間のみ17:30は「ハイウェイ・ウインタードライブ・インフォメーション」として放送される。
18:30は「ドコモ・トラフィック・インフォメーション」として放送される。
| FM岩手 平日夕方の情報番組                                        | FM岩手 平日夕方の情報番組 | FM岩手 平日夕方の情報番組                                  |
| 前番組                                                           | 番組名                    | 次番組                                                     |
| ---------------------------------------------------------------- | ------------------------- | ---------------------------------------------------------- |
| ジャングルホットライン 16:00～16:55（～2003年3月） JOQUレディオα | WAVESCAPE ↓ MAX WAVESCAPE | Posh! 月～木 17:00~18:55 金 16:00~18:55 （2011年5月2日～） |